# 1149 год
1149 (ты́сяча сто со́рок девя́тый) год  по юлианскому календарю — невисокосный год, начинающийся в субботу. Это 1149 год нашей эры, 9‑й год 5‑го десятилетия XII века 2‑го тысячелетия, 10‑й год 1140‑х годов. Он закончился 876 лет назад.
| Пн | Вт | Ср | Чт | Пт | Сб | Вс |
|    |    |    |    |    | 1  | 2  |
| 3  | 4  | 5  | 6  | 7  | 8  | 9  |
| 10 | 11 | 12 | 13 | 14 | 15 | 16 |
| 17 | 18 | 19 | 20 | 21 | 22 | 23 |
| 24 | 25 | 26 | 27 | 28 | 29 | 30 |
| 31 |    |    |    |    |    |    |

| Пн | Вт | Ср | Чт | Пт | Сб | Вс |
|    | 1  | 2  | 3  | 4  | 5  | 6  |
| 7  | 8  | 9  | 10 | 11 | 12 | 13 |
| 14 | 15 | 16 | 17 | 18 | 19 | 20 |
| 21 | 22 | 23 | 24 | 25 | 26 | 27 |
| 28 |    |    |    |    |    |    |

| Пн | Вт | Ср | Чт | Пт | Сб | Вс |
|    | 1  | 2  | 3  | 4  | 5  | 6  |
| 7  | 8  | 9  | 10 | 11 | 12 | 13 |
| 14 | 15 | 16 | 17 | 18 | 19 | 20 |
| 21 | 22 | 23 | 24 | 25 | 26 | 27 |
| 28 | 29 | 30 | 31 |    |    |    |

| Пн | Вт | Ср | Чт | Пт | Сб | Вс |
|    |    |    |    | 1  | 2  | 3  |
| 4  | 5  | 6  | 7  | 8  | 9  | 10 |
| 11 | 12 | 13 | 14 | 15 | 16 | 17 |
| 18 | 19 | 20 | 21 | 22 | 23 | 24 |
| 25 | 26 | 27 | 28 | 29 | 30 |    |

| Пн | Вт | Ср | Чт | Пт | Сб | Вс |
|    |    |    |    |    |    | 1  |
| 2  | 3  | 4  | 5  | 6  | 7  | 8  |
| 9  | 10 | 11 | 12 | 13 | 14 | 15 |
| 16 | 17 | 18 | 19 | 20 | 21 | 22 |
| 23 | 24 | 25 | 26 | 27 | 28 | 29 |
| 30 | 31 |    |    |    |    |    |

| Пн | Вт | Ср | Чт | Пт | Сб | Вс |
|    |    | 1  | 2  | 3  | 4  | 5  |
| 6  | 7  | 8  | 9  | 10 | 11 | 12 |
| 13 | 14 | 15 | 16 | 17 | 18 | 19 |
| 20 | 21 | 22 | 23 | 24 | 25 | 26 |
| 27 | 28 | 29 | 30 |    |    |    |

| Пн | Вт | Ср | Чт | Пт | Сб | Вс |
|    |    |    |    | 1  | 2  | 3  |
| 4  | 5  | 6  | 7  | 8  | 9  | 10 |
| 11 | 12 | 13 | 14 | 15 | 16 | 17 |
| 18 | 19 | 20 | 21 | 22 | 23 | 24 |
| 25 | 26 | 27 | 28 | 29 | 30 | 31 |

| Пн | Вт | Ср | Чт | Пт | Сб | Вс |
| 1  | 2  | 3  | 4  | 5  | 6  | 7  |
| 8  | 9  | 10 | 11 | 12 | 13 | 14 |
| 15 | 16 | 17 | 18 | 19 | 20 | 21 |
| 22 | 23 | 24 | 25 | 26 | 27 | 28 |
| 29 | 30 | 31 |    |    |    |    |

| Пн | Вт | Ср | Чт | Пт | Сб | Вс |
|    |    |    | 1  | 2  | 3  | 4  |
| 5  | 6  | 7  | 8  | 9  | 10 | 11 |
| 12 | 13 | 14 | 15 | 16 | 17 | 18 |
| 19 | 20 | 21 | 22 | 23 | 24 | 25 |
| 26 | 27 | 28 | 29 | 30 |    |    |

| Пн | Вт | Ср | Чт | Пт | Сб | Вс |
|    |    |    |    |    | 1  | 2  |
| 3  | 4  | 5  | 6  | 7  | 8  | 9  |
| 10 | 11 | 12 | 13 | 14 | 15 | 16 |
| 17 | 18 | 19 | 20 | 21 | 22 | 23 |
| 24 | 25 | 26 | 27 | 28 | 29 | 30 |
| 31 |    |    |    |    |    |    |

| Пн | Вт | Ср | Чт | Пт | Сб | Вс |
|    | 1  | 2  | 3  | 4  | 5  | 6  |
| 7  | 8  | 9  | 10 | 11 | 12 | 13 |
| 14 | 15 | 16 | 17 | 18 | 19 | 20 |
| 21 | 22 | 23 | 24 | 25 | 26 | 27 |
| 28 | 29 | 30 |    |    |    |    |

| Пн | Вт | Ср | Чт | Пт | Сб | Вс |
|    |    |    | 1  | 2  | 3  | 4  |
| 5  | 6  | 7  | 8  | 9  | 10 | 11 |
| 12 | 13 | 14 | 15 | 16 | 17 | 18 |
| 19 | 20 | 21 | 22 | 23 | 24 | 25 |
| 26 | 27 | 28 | 29 | 30 | 31 |    |

## События

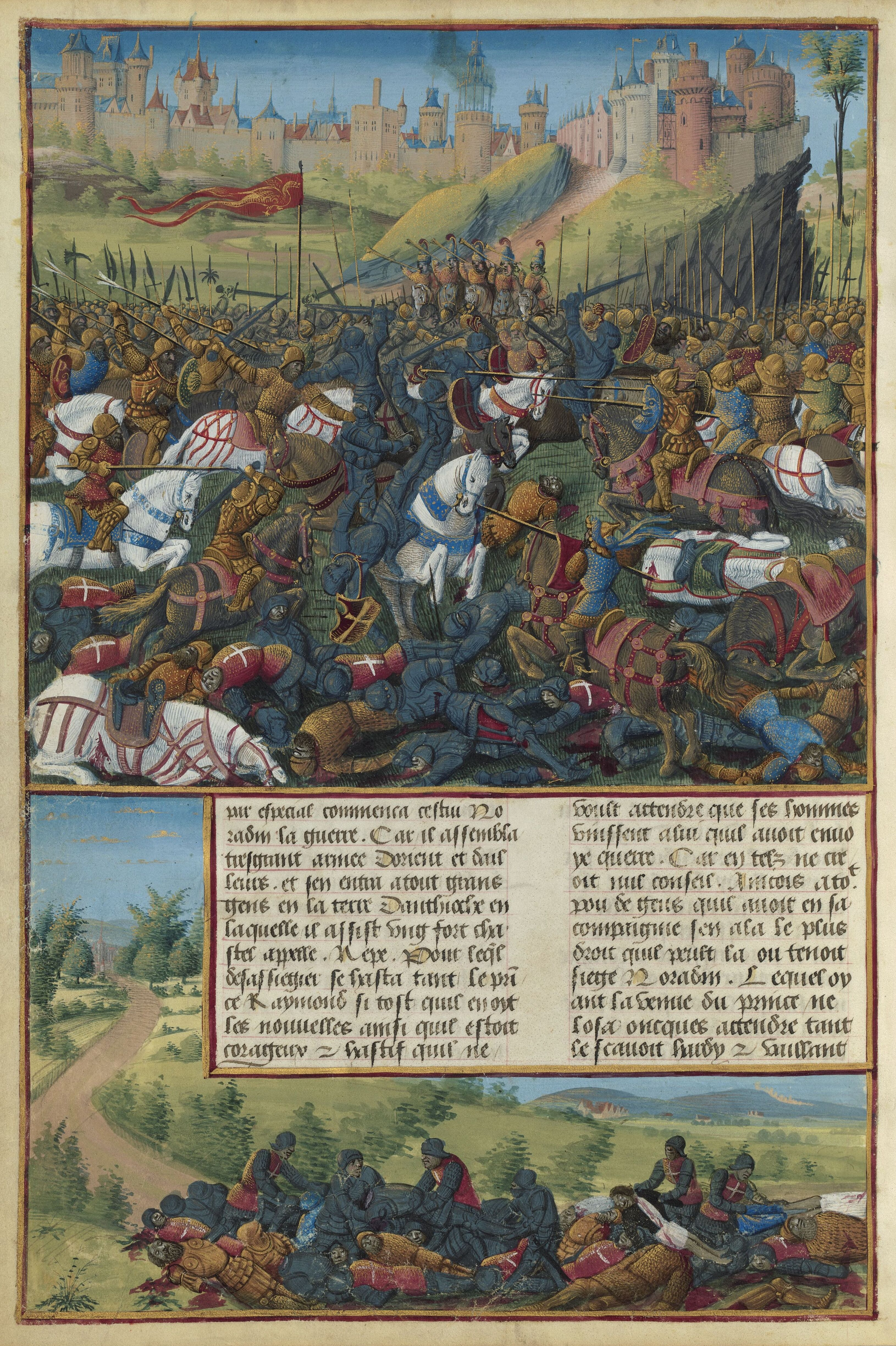
Битва при Инабе во время второго крестового похода

- 1135—1154 — гражданская война в Англии. Длительный феодальный конфликт в Англо-нормандском государстве, вызванный борьбой за престол после смерти короля Генриха I[1].
- 1147—1149 — закончился Второй крестовый поход[2].
  - 29 июня — битва при Инабе: Нур ад-Дин, атабек Алеппо, побеждает армию Антиохийского княжества[3].
- 15 июля — учреждена церковь Святой Гробницы.
- Август — византийцы и венецианцы взяли Корфу.
- 1 сентября — Тумуская катастрофа. Крупное сражение между монгольским государством Северная Юань, в которой к тому времени власть захватили ойраты, и китайской империей Мин, в результате которого монгольскими войсками был захвачен в плен император Чжу Цичжэнь. Считается одним из крупнейших военных поражений в истории Китая и крупнейшим поражением империи Мин[4].
- Взятие арагонцами Лериды.
- Сицилийский флот Георгия Антиохийского совершил пиратский набег через Дарданеллы до стен Константинополя.
- Мануил Комнин переправился в Авлон и оттуда назначил поход на Сицилию. Ромейский флот остановлен ветрами и бурей. Кампания приостановлена.

## Русь
Правление: 1146—1149, 1150, 1151-1154 — Изяслав Мстиславич и 1149—1150, 1155—1157 — Юрий Долгорукой (с августа)
- 1146—1154 — междоусобная война на Руси[5].
  - Ярославский поход Мстиславичей. Эпизод междоусобицы между Изяславом Мстиславичем и Юрием Долгоруким, а также их союзниками, в котором Изяслав предпринял вторжение в княжество Юрия, разорил земли по Волге, но из-за уклонения Юрия от прямого столкновения кампания имела неясный исход[5].
  - Август — сражение под Переяславлем между Изяславом Мстиславичем и Юрием Долгоруким и их союзниками, в котором Юрий разбил Изяслава, после чего впервые занял киевский престол[5].
  - Осада Луцка Изяславом Мстиславичем волынским и его дядей Юрием Долгоруким и их союзниками[6].

### Правление Изяслава Мстиславича
- Январь — Изяслав Мстиславич вместе с братом Ростиславом в Смоленске разрабатывает план предстоящих военных действий, по которому: Изяслав с "малой дружиной" должен отправиться в Великий Новгород собирать новгородцев и псковичей, а Ростислав дожидается похода южнорусского войска и вместе с дружиной выступает против Юрия Долгорукого у устью р. Медведицы, где намечен сбор всех войск[7].
- 9 января — Роман Ростиславич женился в Смоленске на дочери Святослава Ольговича[8].
- 13 февраля — Изяслав Мстиславич приезжает в В. Новгород вместе с сыном Ярославом и устраивает пир для всех новгородцев "от мала до велика", после чего начинает собирать войско[7].
- Февраль — март — Мстиславичи разорили владения ростово-суздальского князя Юрия Долгорукова по Верхней Волге вплоть до Ярославля. Взяли шесть городов: Углич, Кснятин, Мологу, и, предположительно Дубну, Шошу и Тверь, но из-за распутицы и конского падежа поход прекратили. Принудить Юрия Долгорукого к миру не удалось[9][10].
- 27 марта — Ростислав уходит к Смоленску, а Изяслав в Великий Новгород[9][10].
- Дальнейшее обострение противостояния Изяслава Мстиславича и Юрия Долгорукого спровоцировало изгнание киевским  князем пришедшего к нему на службу в 1148 году сына Долгорукова — Ростислава Юрьевича из Южной Руси[9][10].
- 24 июня (по другим данным 24 июля) — Юрий Долгорукий выступил в поход на Киев при поддержке союзников: половцев, Святослава Ольговича и Святослава Всеволодовича. Пройдя Москву, Лобынск, Серенск, Карачев, Севск и Путивль подступили к Переяславлю-Русскому. Юрий направляет послов к Изяславу, предлагая отдать ему Переяславль, а самому княжить в Киеве, но великий князь ничего не отвечает. Попытка епископа Евфимия примирить князей успеха не имела[10][11]
- 23 августа —  в сражении у Переславля (Русского) Долгорукий разбил войска Изяслава Киевского, после чего занимает город[10].
- Изяслав Мстиславич после поражения сперва с войсками отступил в Киев, а потом уходит с семьёю во Владимир-Волынский, откуда обращается за помощью к своим союзникам в Венгрию, Польшу и Чехию. Тогда же обращается к своему дяде Вячеславу Владимировичу с предложением занять киевских престол[7][9].

#### Правление Юрия Долгорукова
- 24 августа (по В.Н. Татищеву 2 сентября) — Юрий Долгорукий захватывает Киев и первый раз становится киевским князем (1149 – авг. 1150; авг. 1150 – март 1151; 20.3.1155–15.5.1157)[10][11].
- Заняв великокняжеский престол Юрий Долгорукий наделяет своих сыновей городами: Глеб Юрьевич получает Канев[12], Андрей Юрьевич Боголюбский — Вышгород[13], Борис — Белгород, а Васильку — Суздаль[10].
- Изяслав Мстиславич не отказался от борьбы и, получив помощь от родственников из стран Центральной Европы, собирался начать поход на Киев, однако Юрия Долгорукого поддержал галицкий князь Владимирко Володаревич. Противники соглашались вести переговоры с Изяславом Мстиславичем лишь после отхода иностранных войск с русской территории, что и было выполнено[9].
- 1149 —1151 — Киевский митрополит киевский Климент Смолятич, в период обострения борьбы между Изяславом и Юрием Долгоруким, после занятия последним киевского стола, сведён с кафедры и находился в изгнании во Владимиро-Волынском княжестве[14].
- Новгородский архиепископ Нифонт освобождён из под стражи, после взятия Киева Юрием Долгоруким, где находился в Киево-Печерском монастыре с 1148 года[15].
- Первое упоминание в летописи города Шумск.
- Первое упоминание в летописи города Чемерин[16] (сейчас село).
- Первое упоминание в летописи города Пересопница[17] (сейчас село).
- Первое упоминание в летописи города Муравица[18] (располагался на западной окраине пгт. Млинов).

## Начало правления
См.также: Список глав государств в 1149 году

## Родились
См. также: Категория:Родившиеся в 1149 году
- Эйсай — родоначальник направления Риндзай-сю в школе дзэн.

## Скончались
См. также: Категория:Умершие в 1149 году
- Робер де Краон.